# Polysphincta koebelei
Polysphincta koebelei là một loài tò vò trong họ Ichneumonidae.